# Hellegatsdam
Le Hellegatsdam est le barrage situé entre Goeree-Overflakkee et l'île artificielle Hellegatsplein où il rejoint le Volkerakdam; son nom vient de Hellegat.

## Historique
Construit en 1930, donc avant le plan Delta, le Hellegatsdam se composait d'une longue jetée, visant à tranquilliser l'écoulement du fleuve avant l'île de Goeree-Overflakkee.
Après les inondations de 1953, ce barrage a été prolongé pour atteindre 4,5 km de longueur jusqu'à l'île  de Hellegatsplein, nouvellement crée dans le cadre des travaux du plan Delta et rejoint le Volkerakdam.
Dans les documents officiels la digue est appelée Hellegatsdam, mais populairement elle est connue sous le nom de Volkerakdam.
| \| Localisation du Plan Delta dans le Monde \| Algerakering Anvers Bathse spuisluis Belgique Brouwersdam Canal de l'Escaut au Rhin Eau douce Eau de mer Escaut occidental Escaut oriental Grevelingendam Haringvliet Haringvlietdam Hartelkering Hellegatsdam Maeslantkering Markiezaatskade Mer du Nord Oesterdam Oosterscheldekering Pays-Bas Philipsdam Pont du Haringvliet Pont de Zélande Rotterdam Tunnel de l'Escaut occidental Veerse Gatdam Volkerakdam Zandkreekdam |
| Localisation du Plan Delta dans le Monde |